# Pterapogon kauderni

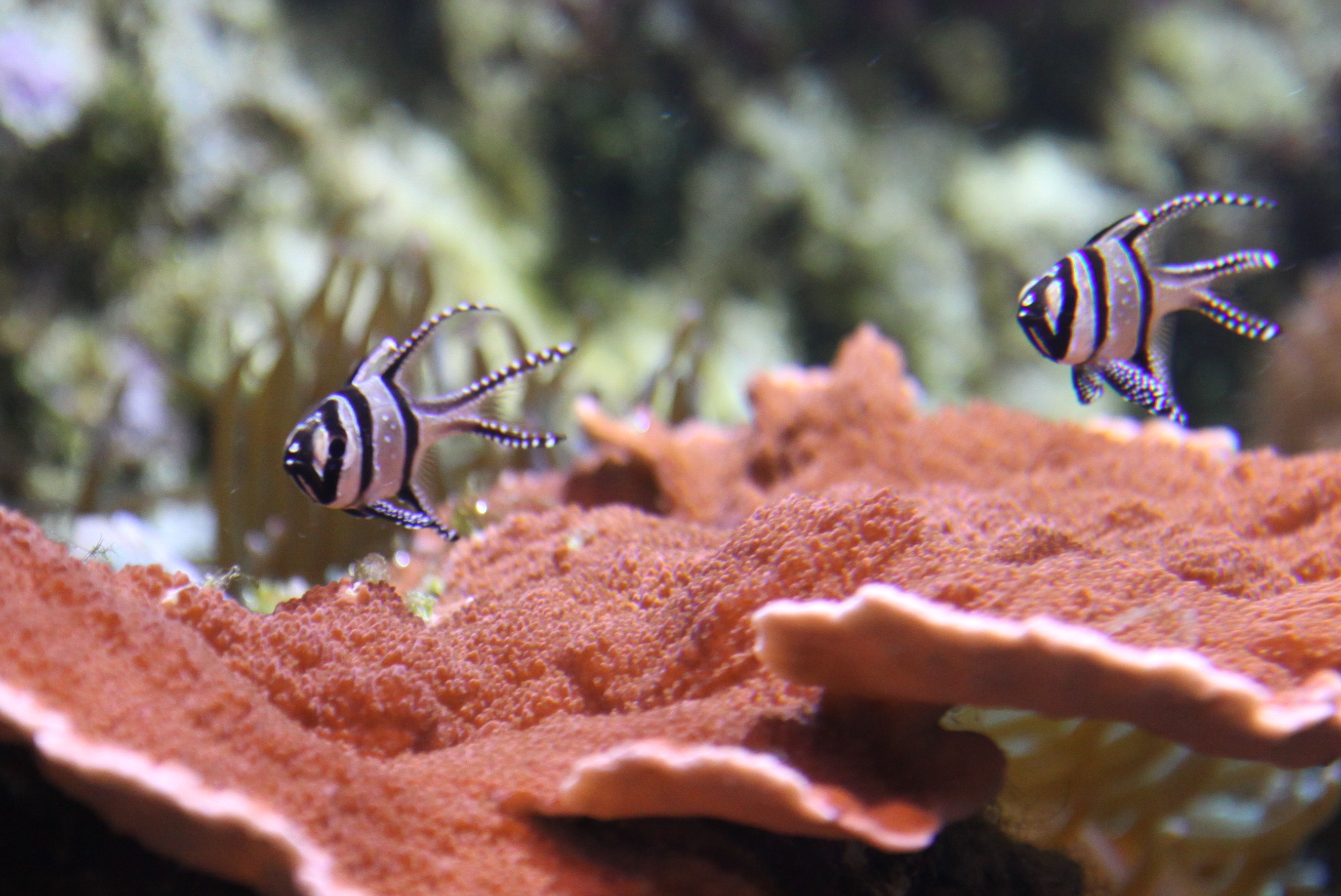
P. kaudernis sobre coral Montipora

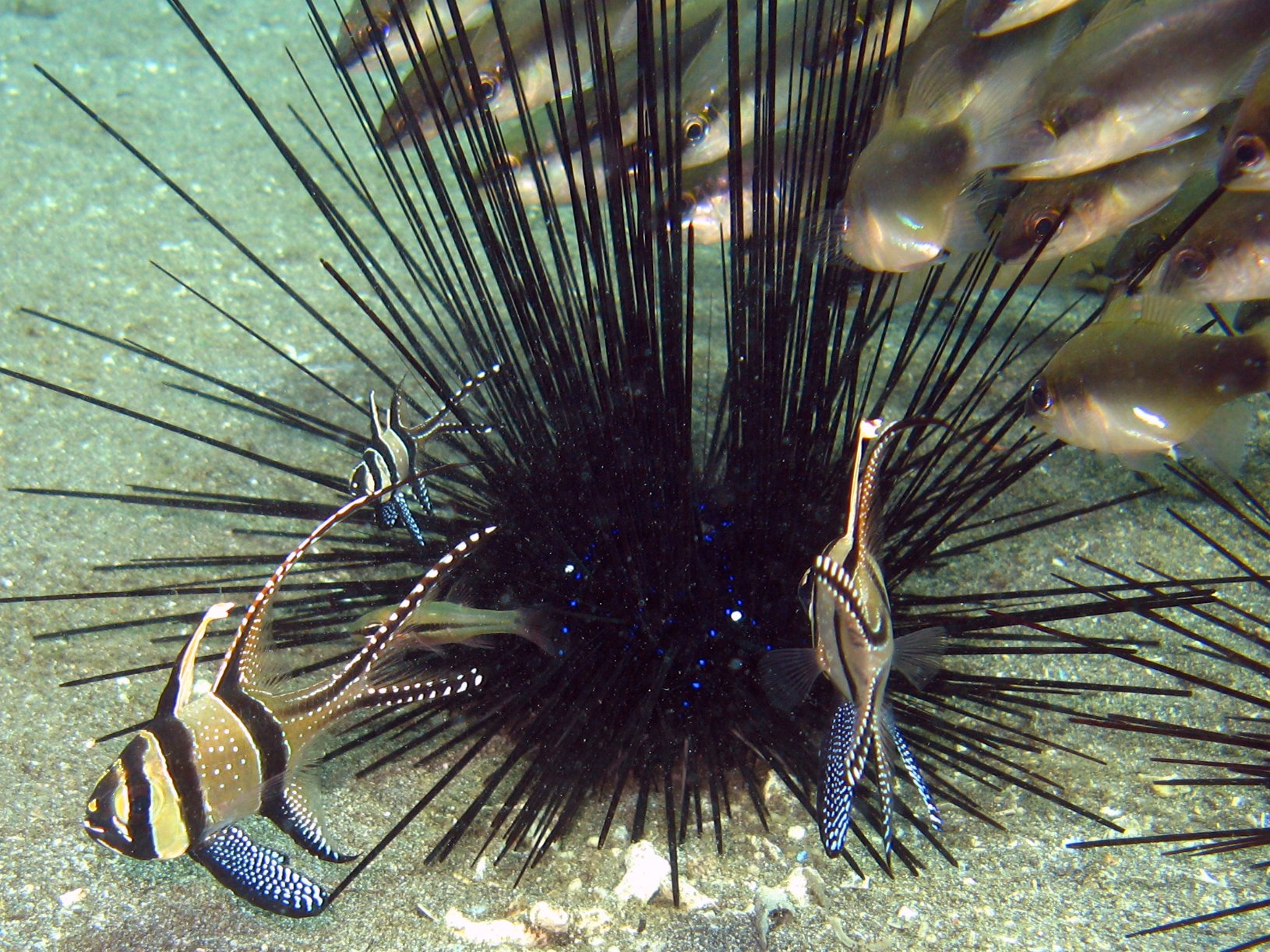
P. kaudernis en Diadema setosum

El cardenal de Banggai (Pterapogon kauderni) es un pez cardenal, de la familia de los Apogonidae. 
Debe su nombre común a su distribución, pues es endémico de las islas Banggai, en Indonesia. Como todos los peces de la familia cardenal, es de hábitos nocturnos; permane durante el día en grietas y cuevas, o entre algas, y sale de noche para alimentarse.
Es uno de los peces marinos más populares en acuariofilia. Debido a esto, y a su limitada localización geográfica, es una especie en peligro de extinción. Por lo que hoy día, la práctica totalidad de los ejemplares que se comercializan son criados en cautividad. 

## Morfología
Es un pez de forma romboidal, aplanado lateralmente y con las aletas grandes y extendidas, tanto las pectorales y dorsales, como las anales. La aleta caudal se presenta muy bifurcada. Es de color gris plateado, con 3 o 4 rayas verticales de color negro, y puntos blancos tanto en el cuerpo como en las aletas. Alcanza los 9 cm de largo. No presentan un dimorfismo sexual claro, algunos autores citan el mayor tamaño de la quijada y de la segunda aleta dorsal en los machos.

## Hábitat y distribución
Se distribuye alrededor de las 123 islas del archipiélago de Banggai, en un radio de unos 5.000 kilómetros cuadrados. Siendo endémico de esta zona de Indonesia, entre el mar de Molucas y el mar de Banda.
Vive en grupos aislados de hasta 60 individuos, en lagunas y a lo largo de arrecifes exteriores. Suele ubicarse en las aguas superficiales de los arrecifes coralinos y sobre camas de algas, preferentemente entre 1 y 3 metros de profundidad.
Se asocia con erizos de la especie Diadema setosum, dónde los alevines se refugian de posibles predadores entre sus largas espinas. Con el mismo fin, también se refugia en anémonas y en corales del género Acropora.

## Alimentación
En la naturaleza se nutre principalmente de plancton, y varios organismos bentónicos. Su alimentación principal son copépodos.

## Reproducción
No incuba los huevos en la boca, como los demás peces cardenal, sino que, una vez eclosionados, aloja a los alevines en su boca durante varios días.

## Mantenimiento
Indicado para su mantenimiento en grupo en acuario de arrecife. Se le debe proveer de zonas con corrientes y bien oxigenadas. Debido a su timidez, también se le dota de escondrijos y zonas sombrías. Un hábitat adecuado contaría con un suelo arenoso, macroalgas y erizos de la especie Diadema setosum. Es tolerante con el resto de compañeros de un acuario de arrecife. En ocasiones, los machos pueden ser agresivos con otros machos de su especie de menor tamaño.
La mayoría de los especímenes en el comercio de acuariofilia son criados en cautividad, y suelen estar habituados a alimentarse con mysis y artemia congelados. No obstante, sea por su origen u otras razones, en ocasiones su alimentación plantea problemas. Se pueden alimentar tras un cambio parcial de agua y retirar la iluminación. Esto último también hay que hacerlo para su aclimatación.